# Plagiognathus concoloris
Plagiognathus concoloris är en insektsart som beskrevs av Schuh 2001. Plagiognathus concoloris ingår i släktet Plagiognathus och familjen ängsskinnbaggar. Inga underarter finns listade i Catalogue of Life.